# West Kootenay Regional Airport
West Kootenay Regional Airport (engelska: Castlegar Airport, franska: Aéroport de Castlegar) är en flygplats i Kanada.   Den ligger i provinsen British Columbia, i den södra delen av landet, 3 100 km väster om huvudstaden Ottawa. West Kootenay Regional Airport ligger 494 meter över havet.
Terrängen runt West Kootenay Regional Airport är kuperad åt sydost, men åt nordväst är den bergig. West Kootenay Regional Airport ligger nere i en dal. Trakten runt West Kootenay Regional Airport är nära nog obefolkad, med mindre än två invånare per kvadratkilometer.. Närmaste större samhälle är Castlegar, 2,7 km väster om West Kootenay Regional Airport.
I omgivningarna runt West Kootenay Regional Airport växer i huvudsak barrskog.